# Ivana Hukman
Ivana Hukman (* 17. Juni 1993) ist eine ehemalige kroatische Fußballspielerin.
Hukman debütierte am 12. März 2010 in einem Freundschaftsspiel gegen Slowenien, als sie in der 60. Minute für Ivona Zron eingewechselt wurde.